# Lista över Brandenburgs regenter
Detta är en lista över regerande markgrevar och kurfurstar av den historiska staten Markgrevskapet Brandenburg.

## HusetAskanien(markgrevar)
- Albrekt I "Björnen" av Brandenburg (1157-1170)
- Otto I av Brandenburg (1170-1184)
- Otto II av Brandenburg (1184-1205)
- Albrekt II av Brandenburg (1205-1220)
- Johan I av Brandenburg (1220-1266; samregent med Otto III nedan)
- Otto III "den fromme" av Brandenburg (1220-1267; samregent med Johan I ovan)
- Otto IV "med pilen" av Brandenburg (1266-1309)
- Valdemar "den store" av Brandenburg (1309-1319)
- Henrik II "den yngre" av Brandenburg (1319-1320)

## HusetWittelsbach(markgrevar till 1356; därefter också kurfurstar)
- Ludvig I "Brandenburgaren", även hertig av Bayern som Ludvig V av Bayern (1323-1351)
- Ludvig II "Romaren", även hertig av Bayern som Ludvig VI av Bayern (1351-1365)
- Otto VII "den late", även hertig av Bayern som Otto V av Bayern (1365-1373)

## Huset Luxemburg(markgrevar och kurfurstar)
- Wenzel IV av Böhmen (1373-1378)
- Sigismund av Ungern och Böhmen (1378-1388; samma som nedan)
- Jobst av Mähren (1388-1411)
- Sigismund av Ungern och Böhmen (1411-1415; samma som ovan)

## HusetHohenzollern(markgrevar och kurfurstar)

### Kurfurstar av Brandenburg
- Fredrik I av Brandenburg (1415-1440; tidigare borggreve Fredrik VI av Nürnberg)
- Fredrik II "Järntand" av Brandenburg (1440-71)
- Albrekt III Akilles av Brandenburg (1471-86)
- Johan Cicero av Brandenburg (1486-99)
- Joakim I "Nestor" av Brandenburg (1499-1535)
- Joakim II "Hector" av Brandenburg (1535-71)
- Johan Georg av Brandenburg (1571-98)
- Joakim Fredrik av Brandenburg (1598-1608)

### Kurfurstar av Brandenburg och hertigar av Preussen
- Johan Sigismund av Brandenburg (1608-19), även hertig av Preussen från 1618.
- Georg Vilhelm av Brandenburg (1619-40), även hertig av Preussen.
- Fredrik Vilhelm av Brandenburg ("Den store kurfursten") (1640-88), även hertig av Preussen.
- Fredrik III av Brandenburg (1688-1713), från 1701 även kung i Preussen som Fredrik I av Preussen.

För perioden efter 1701, se Preussens kungar. De preussiska kungarna och från 1870 tyska kejsarna behöll titeln markgreve av Brandenburg fram till novemberrevolutionen 1918. Kurfurstetiteln avskaffades 1806 när Tysk-romerska riket upplöstes.